# MP-82

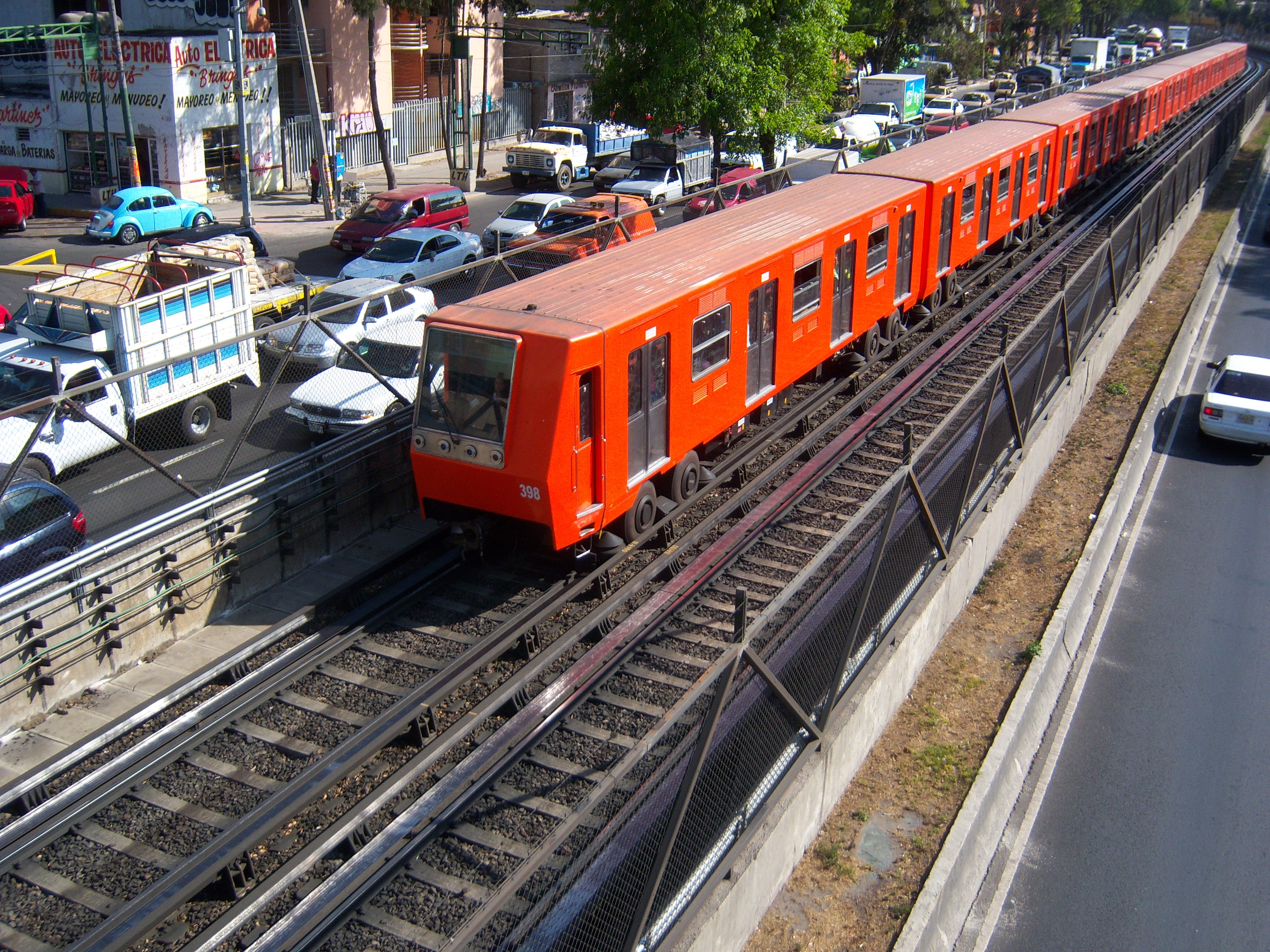
Train MP-82 sur la ligne 8 du métro de Mexico

Le MP-82 (Matériel roulant sur Pneumátiques 1982) est un matériel roulant sur pneumatiques utilisé dans le métro de Mexico. À partir de 1985 elles circulent sur les lignes 1, 3 et 7, puis sont mutées sur la ligne 8 pour son inauguration en 1994.

## Caractéristiques
Le design intérieur est similaire à celui des NM-79 (jaune avec les sièges verts). Un train de ce modèle a été modernisé par STC Metro en guise de tests, deux autres ont une livrée similaire aux FE-07. Les MP-82 ont tous été rénovés avec un intérieur blanc et une disposition différente des sièges, ainsi que le remplacement du plancher de la voiture, et ont été repeintes à l'extérieur à l'image des FE-07. Le NM-73 a subi des modifications semblables.
À ne pas confondre avec le NC-82.